# カスバ・クラブ
カスバ・クラブ（Casbah club）は、2004年に結成されたイギリスのロック・バンド。ブルース・ワトソン（元ビッグ・カントリーのギタリスト）、マーク・ブレゼジッキー（元ビッグ・カントリーのドラマー）、ジョシュ・フィリップス（キーボード）が、ブルース・フォックストン（ザ・ジャムのベーシスト）と、JJギルモアを誘い、カスバ・クラブが結成された。このメンバーでアルバム『Eastworld』を発表した。
2005年にジョシュ・フィリップスとJJギルモアが脱退。ザ・フーのピート・タウンゼントの弟であるサイモン・タウンゼントが加入した。2006年、アルバム『Venustraphobia』を発売し、ツアー活動に入るがその6月にブルース・ワトソンが離脱してしまう。そのため、以降はサイモン・タウンゼント、ブルース・フォクストン、マーク・ブレゼジッキーの3人で活動していた。
2008年から活動を停止。2020年になりタウンゼント以外のメンバー・チェンジを経て再始動している。

## 備考
- アルバム『Venustraphobia』に収録されている曲「Any Way She Moves」にはザ・ジャムの「Start!」のベースラインが使われているが、それはポール・ウェラーの許可が入っている。

## メンバー

### 現在のラインナップ
- サイモン・タウンゼント (Simon Townshend) – リード・ボーカル、リード・ギター、キーボード (2006年–2008年、2020年– )
- フィル・パーマー (Phil Palmer) – リズム・ギター、バック・ボーカル (2020年– )
- ポール・ターナー (Paul Turner) – ベース (2020年– )
- ザック・スターキー (Zak Starkey) – ドラム (2020年– )

### 旧メンバー
- ブルース・フォックストン (Bruce Foxton) – ベース (2004年–2008年)
- ブルース・ワトソン (Bruce Watson) – ギター、バック・ボーカル (2004年–2008年)
- マーク・ブレゼジッキー (Mark Brzezicki) – ドラム、パーカッション (2004年–2008年)
- ジョシュ・フィリップス (Josh Phillips) – キーボード (2004年–2006年)
- JJギルモア (JJ Gilmour) – リード・ボーカル (2004年–2006年)

## ディスコグラフィ

### スタジオ・アルバム
- Eastworld (2004年、Track)
- Venustraphobia (2006年、Stir Music)